# Markus Henriksen
Markus Henriksen (Trondheim, 25 juli 1992) is een Noors voetballer die doorgaans als middenvelder speelt. Hij tekende in september 2020 een contract tot eind 2024 bij Rosenborg BK, dat hem overnam van Hull City AFC. Henriksen debuteerde in 2010 in het Noors voetbalelftal.

## Clubcarrière
Markus kwam als jeugdspeler via Trond IL bij Rosenborg terecht. Hij bewees dat hij prima kon spelen als middenvelder. Hij maakte zijn debuut voor Rosenborg op 10 maart in een bekerwedstrijd tegen Gjøvik-Lyn en debuteerde in competitieverband op 20 september 2009 tegen Sandefjord Fotball. Hij werd met Rosenborg kampioen in 2009, op de leeftijd van 17 jaar. Het daaropvolgende seizoen werd hij een vaste waarde onder coach Erik Hamrén en bleef dat toen Nils Arne Eggen aangesteld werd als nieuwe coach. Hij scoorde zijn eerste goal voor Rosenborg op 11 april 2010, tegen Odd Grenland. Hij scoorde twee keer in een wedstrijd die met 3-1 werd gewonnen.
Henriksen tekende op 31 augustus 2012 een vijfjarig contract bij AZ. Hij maakte op 16 september 2012 als eerste Noor ooit zijn debuut voor AZ in de Eredivisie, als invaller tegen Roda JC Kerkrade. In de jaren die volgden werd Henriksen achtereenvolgens tiende, achtste, derde en vierde met de club. Hij maakte in het seizoen 2015/16 voor het eerst in zijn carrière meer dan tien competitiedoelpunten in een jaar (twaalf) en scoorde ook voor het eerst voor AZ in de Europa League.

## Clubstatistieken
| Seizoen     | Club           | Competitie     | Competitie | Competitie | Beker | Beker | Europees | Europees | Totaal | Totaal |
| Seizoen     | Club           | Competitie     | Wed.       | Dlp.       | Wed.  | Dlp.  | Wed.     | Dlp.     | Wed.   | Dlp.   |
| ----------- | -------------- | -------------- | ---------- | ---------- | ----- | ----- | -------- | -------- | ------ | ------ |
| 2009        | Rosenborg BK   | Tippeligaen    | 3          | 0          | 2     | 0     | 0        | 0        | 5      | 0      |
| 2010        | Rosenborg BK   | Tippeligaen    | 28         | 7          | 5     | 3     | 12       | 4        | 45     | 14     |
| 2011        | Rosenborg BK   | Tippeligaen    | 29         | 3          | 3     | 0     | 6        | 2        | 38     | 5      |
| 2012        | Rosenborg BK   | Tippeligaen    | 18         | 1          | 3     | 3     | 7        | 0        | 28     | 4      |
| 2012/13     | AZ             | Eredivisie     | 29         | 3          | 6     | 0     | 0        | 0        | 35     | 3      |
| 2013/14     | AZ             | Eredivisie     | 30         | 2          | 3     | 0     | 5        | 0        | 38     | 2      |
| 2014/15     | AZ             | Eredivisie     | 22         | 7          | 2     | 0     | 0        | 0        | 24     | 7      |
| 2015/16     | AZ             | Eredivisie     | 28         | 12         | 4     | 3     | 9        | 4        | 41     | 19     |
| 2016/17     | → Hull City    | Premier League | 11         | 0          | 3     | 1     | 0        | 0        | 14     | 1      |
| 2016/17     | Hull City      | Premier League | 4          | 0          | 2     | 0     | 0        | 0        | 6      | 0      |
| 2017/18     | Hull City      | Championship   | 31         | 2          | 2     | 0     | 0        | 0        | 33     | 2      |
| 2018/19     | Hull City      | Championship   | 39         | 2          | 0     | 0     | 0        | 0        | 39     | 2      |
| 2019/20     | → Bristol City | Championship   | 4          | 0          | 0     | 0     | 0        | 0        | 4      | 0      |
| 2019/20     | Rosenborg BK   | Tippeligaen    | 9          | 0          | 0     | 0     | 0        | 0        | 9      | 0      |
| 2020/21     | Rosenborg BK   | Eliteserien    | 9          | 1          | 1     | 0     | 0        | 0        | 10     | 1      |
| 2021/22     | Rosenborg BK   | Eliteserien    | 26         | 0          | 2     | 0     | 0        | 0        | 28     | 0      |
| Club totaal | Club totaal    | Club totaal    | 320        | 40         | 38    | 10    | 39       | 10       | 397    | 60     |

## Interlandcarrière
Na vijf wedstrijden gespeeld te hebben met Noorse jeugdelftallen werd hij op 28 september 2010 voor het eerst opgeroepen voor het Noors voetbalelftal. Dat speelde op 12 oktober 2010 uit tegen Kroatië en verloor met 2–1. Henriksen nam in 2013 met Jong Noorwegen deel aan de EK-eindronde onder 21 in Israël. Daar verloor de ploeg onder leiding van bondscoach Tor Ole Skullerud in de halve finale met 3–0 van de latere toernooiwinnaar Spanje.

## Erelijst
Rosenborg BK
- Kampioen van Noorwegen

2009, 2010
- Noorse Supercup

2010
 AZ
- KNVB beker:

2013
1 Hansen ·
2 Reitan ·
3 Augustinsson ·
4 Hoff ·
5 Skjelbred ·
7 Henriksen  ·
8 Konradsen ·
9 Islamović ·
10 Molins ·
11 Holse ·
14 Wiedesheim-Paul ·
15 Eyjólfsson ·
16 Hovland ·
18 Zachariassen ·
20 Tagseth ·
22 Vecchia ·
24 Tangvik ·
25 Andersson ·
26 Šerbečić ·
27 Sæter ·
35 Ceide ·
Tettey ·
Coach: Hareide